# Estació de Vilamalla
Vilamalla és una estació de ferrocarril propietat d'adif situada a la població de Vilamalla, a la comarca catalana de l'Alt Empordà. L'estació es troba a la línia Barcelona-Girona-Portbou i hi tenen parada trens de la línia R11 dels serveis regionals de Rodalies de Catalunya, operats per Renfe Operadora. El terme de Vilamalla està creuat de sud a nord per la via del ferrocarril de la línia.
Aquesta estació de la línia de Girona va entrar en servei l'any 1877 quan va entrar en servei el tram construït per la Companyia dels Ferrocarrils de Tarragona a Barcelona i França (TBF) entre Girona i Figueres. L'estació està inclosa en l'Inventari del Patrimoni Arquitectònic de Catalunya.
L'any 2016 va registrar l'entrada de 7.000 passatgers.

## Edifici
L'edifici de l'Estació de Vilamalla forma part de l'Inventari del Patrimoni Arquitectònic de Catalunya. És un edifici del baixador, abans estació, està format per tres cossos, el central més alt, de rajol vist i teulada a doble vessant. La coberta és de bigues de fusta, i els murs exteriors tenen contraforts a les façanes laterals. La façana principal i la posterior tenen pilastres que arrenquen de la base i arriben a mitja façana, pintades de color blanc, que contrasta amb la façana de color vermell.

## Serveis ferroviaris
| Procedència/Destinació                     | <                     | Línia | >        | Procedència/Destinació                 |
| ------------------------------------------ | --------------------- | ----- | -------- | -------------------------------------- |
| Rodalia de Girona                          |                       |       |          |                                        |
| L'Hospitalet de Llobregat                  | Sant Miquel de Fluvià |       | Figueres | Figueres Portbou                       |
| Serveis regionals de Rodalies de Catalunya |                       |       |          |                                        |
| Barcelona-Sants                            | Sant Miquel de Fluvià |       | Figueres | Figueres Portbou Cervera de la Marenda |

Rodalia de Girona
El Pla de Transport de Viatgers de Catalunya (PTVC) 2008-2012 preveu la creació d'una xarxa de rodalia a Girona, aquesta estació seria una de les estacions on trens de rodalia tindrien parada.